# 아시에르 리에스고
아시에르 리에스고 우나무노(스페인어: Asier Riesgo Unamuno, 1983년 10월 6일, 바스크 주 데바 ~)는 스페인의 프로 축구 선수로, 현재 레가네스에서 골키퍼로 활약하고 있다.

## 클럽 경력
기푸스코아 도 데바 출신으로, 레알 소시에다드 유소년부를 졸업한 리에스고는 세군다 디비시온의 에이바르에서 프로 무대 신고식을 치러 1년 반을 활약했다. 2004년 3월, 그는 주전 산더르 베스터르펠트가 부상을 당하면서 즉시 임대엣서 복귀했다.
베르터르펠트가 여름에 잔류하고도, 리에스고는 바스크 연고 구단의 주전으로 활약하기 시작했는데, 2004년 8월 29일, 1-1로 비긴 레반테와의 안방 경기에서 라 리가 첫 경기를 치렀다. 2006-07 시즌을 기점으로, 그는 새로 입단한 클라우디오 브라보와 주전 경쟁을 이어갔다. 칠레인이 주전으로 기용된 이 시즌에 왕가가 2부 리그로 강등당했다.
그러나, 2007-08 시즌에 리에스고는 42번의 리그 경기에 모두 출전했지만, 소속 구단은 1부 리그 복귀에 실패했다. 2008년 8월, 그는 €0.35M에 레크레아티보로 임대되었고, 레크레아티보는 1년 동안 급여를 지급하지 않아도 1년 뒤 €4.3M에 완전 영입할 권한도 쥐게 되었다.
시즌 내내 부동의 주전으로 리에스고는 2009년 1월 4일에 페널티 킥을 두 차례 막아 강등권에 허덕이는 레크레가 안방에서 누만시아를 3-1로 이기도록 도왔다. 4월 11일, 그는 리오넬 메시의 페널티 킥을 막아낸 첫 선수가 되었는데, 바르셀로나 원정 경기에서 아르헨티나인이 찬 공을 쳐 내 막았지만, 소속 구단의 0-2 패배를 막기에 역부족이었다. 그는 38번의 리그 경기에 모두 출전했지만, 안달루시아 연고 구단의 강등을 막지 못했다.
리에스고는 2009년 12월에 시즌 도중 오토바이 사고로 부상당한 카를로 쿠디치니를 대신하기 위해 프리미어리그 토트넘 홋스퍼 입단 시험을 보았다. 친정 복귀 후, 그는 브라보와 에냐우트 수비카라이에 밀린 3번째 골키퍼로 입지가 약화되었는데, 3년 만에 1부 리그로 복귀한 시즌에 불과 630분 출전하는데 그쳤다.
2010년 6월 18일, 리에스고는 레알 소시에다드와의 계약이 만료되면서, 나바라 연고의 오사수나와 3년 계약을 맺었다. 그는 오사수나에서 후보로만 기용되었는데, 처음에는 리카르도의 후보로, 이후에는 안드레스 페르난데스의 후보로 기용되었다.
리에스고는 2015년 여름에 1년 계약으로 에이바르에 복귀했는데, 복귀 당시 구단은 1부 리그에 올라와 있었다. 2019년 9월 2일, 그는 2부 리그 지로나로 이적해 세비야로 떠난 보노의 대체자로 1년 활약했다.
2020년 9월 8일, 리에스고는 2부 리그로 갓 강등된 레가네스와 1년 계약을 맺었다.

## 수상

### 클럽
레알 소시에다드
- 세군다 디비시온: 2009–10

### 국가대표팀
스페인 U-19
- U-19 유럽 축구 선수권 대회: 2002[15]

스페인 U-20
- U-20 월드컵 준우승: 2003